# 四位満教
四位 満教（しい みちのり、1944年9月1日 - ）は、鹿児島県出身の元騎手。
元騎手・現調教師の四位洋文は甥。

## 来歴
1963年3月に京都・橋本正晴厩舎からデビューし、同24日の阪神第7競走4歳40万下・ヤママサ（10頭中6着）で初騎乗を果たし、30日の阪神第2競走4歳以上40万下・タイコウオーで初勝利を挙げる。10月19日・20日の阪神では初の2日連続勝利を挙げるなど、1年目の同年は8勝をマーク。
2年目の1964年には1月15日の京都で初の1日2勝、8月8日の中京では初の1日3勝を挙げ、初の2桁勝利となる12勝をマーク。
1965年には浅見国一厩舎に移籍し、1966年には2年ぶりの2桁で初の20勝台となる21勝をマークしたほか、タクリユウでCBC賞3着に入った。
1967年にはシバフジできさらぎ賞を制して重賞初勝利を挙げ、ミドリエースでは阪神4歳牝馬特別でヤマピット、中京大賞典ではタイヨウの2着に入った。ヤマハクビではスワンステークスで皐月賞馬ニホンピローエースと桜花賞馬ワカクモを抑えて3着、シバハヤでCBC賞3着に入り、2年連続2桁で20勝台の23勝をマーク。
1968年は6勝に終わったが、シバフジで京都記念（秋）を制して重賞2勝目を挙げた。
1969年には京都記念（春）でシバフジに騎乗しタケシバオーの2着に入り、2年ぶりの2桁となる10勝をマークし、1976年まで8年連続2桁勝利を記録。
1970年には後に「九州産馬の天皇賞」と形容される霧島賞をオートキツ産駒フクヤングで制すなど、3年ぶりの20勝台となる22勝をマークし、1975年まで6年連続20勝台を記録。
1971年には柳田次男厩舎に移籍し、小倉大賞典を11頭中11番人気のビーティーエイト、小倉記念をカーチスで制すなど、自己最多の28勝をマーク。
1973年には北九州記念をナルタキエースで制し重賞5勝目、1974年にはヤングオーで管理する柳田と共に霧島賞2勝目を挙げる。
1975年にはハツノタカラでアラブ大賞典（春）3着、ケンシローで小倉大賞典2着、4月27日の福島第7競走こけもも賞では後にパッシングショットの母となるタカヨシピットでイシノアラシの5馬身差2着に入り、同年の23勝が最後の20勝台となった。
1976年には南関東時代に開設記念2着、大井記念・NTV盃3着のシーマンチカラで北九州記念3着に入り、、重賞昇格前の小倉3歳ステークスをヤングエンペラーで勝利。
1977年は8勝と9年ぶりの1桁勝利に終わったが、8勝中6勝は秋の福島戦でマークし、松元正雄厩舎（1979年 - 1980年）を経て、1980年には浅見厩舎に復帰。
1980年10月26日の福島第2競走4歳以上400万下をチャレンジアゲンで勝利し安田伊佐夫調教師に開業初勝利をもたらしたほか、11月9日の福島第10競走福島民友カップでは服部正利厩舎のキタノカチドキ産駒グリーンチドリで皐月賞馬ハワイアンイメージの2着に入った。同年には4年ぶりの2桁となる10勝をマークし、1982年まで3年連続2桁勝利を記録。
1982年には2月20日の中京第9競走つくし賞でイワキヒットに騎乗しバンブーアトラスの3着、阪急杯ではケイシャープで4着に入り、同年の14勝が最後の2桁勝利となった。
1983年からはフリーとなり、1985年にはサファイヤステークス・ケイファイヤーで12年ぶり最後の重賞勝利を挙げ、福島記念ではキャノンゼットで2着に入った。
1987年は中京記念をキョウワシンザンで4着に入り、重賞初騎乗となった武豊のマチカネイシン（5着）に先着。8勝全てを秋の福島戦でマークし、10月25日には共に逃げ切りで最後の1日2勝を挙げ、カブトヤマ記念では11頭中9番人気のキョウワシンザンでユウミロクの2着に入った。11月21日・22日には最後の2日連続勝利を挙げ、22日の第7競走4歳未勝利・シマノエスパーが最後の勝利となった。
1988年7月10日の中京第5競走4歳未勝利・ハッスルプレイ（13頭中9着）が最後の騎乗となり、同年9月30日付で現役を引退。

## 騎手成績
| 通算成績 | 1着 | 2着 | 3着 | 4着以下 | 出走回数 | 勝率 | 連対率 |
| -------- | --- | --- | --- | ------- | -------- | ---- | ------ |
| 平地     | 321 | 368 | 383 | 2527    | 3599     | .089 | .191   |
| 障害     | 0   | 1   | 0   | 10      | 11       | .000 | .091   |
| 計       | 321 | 369 | 383 | 2537    | 3610     | .089 | .191   |

主な騎乗馬
- シバフジ（1967年きさらぎ賞・1968年京都記念 (秋)）
- ビーティーエイト（1971年小倉大賞典）
- カーチス（1971年小倉記念）
- ナルタキエース（1973年北九州記念）
- ケイファイヤー（1985年サファイヤステークス）